# سورن هوهانیسیان (پزشک)
سورن هوهانیسیان (ارمنی: Սուրեն Արմենակի Հովհաննիսյան؛  زادهٔ ۱۹۰۹ - درگذشته ۱۹۸۴) یک پزشک و رادیولوژیست اهل ارمنستان بود.

## زندگی‌نامه
در ۱۹۰۹ در تفلیس به دنیا آمد و از دانشگاه پزشکی دولتی ایروان (۱۹۳۵) فارغ‌التحصیل شد. وی در مرکز ملی سرطان‌شناسی ب. فانارجیان فعالیت می‌کرد.  وی همچنین برنده دانشمند شایسته ارمنستان شوروی، نشان شایستگی نبرد و مدال به خاطر پیروزی مقابل آلمان در جنگ بزرگ میهنی (۱۹۴۵–۱۹۴۱) شده است. وی در ۱۹۸۴ در سن ۷۵ سالگی در ایروان درگذشت.

## یادداشت
1. ↑  բժշկական գիտությունների դոկտոր
2. ↑  ռենտգենաբան